# Гаргждай
Ґарґждай (лит. Gargždai) — місто на заході Литви, у Клайпедському районі Клайпедського повіту. Розташоване на річці Мінія.

## Етимологія

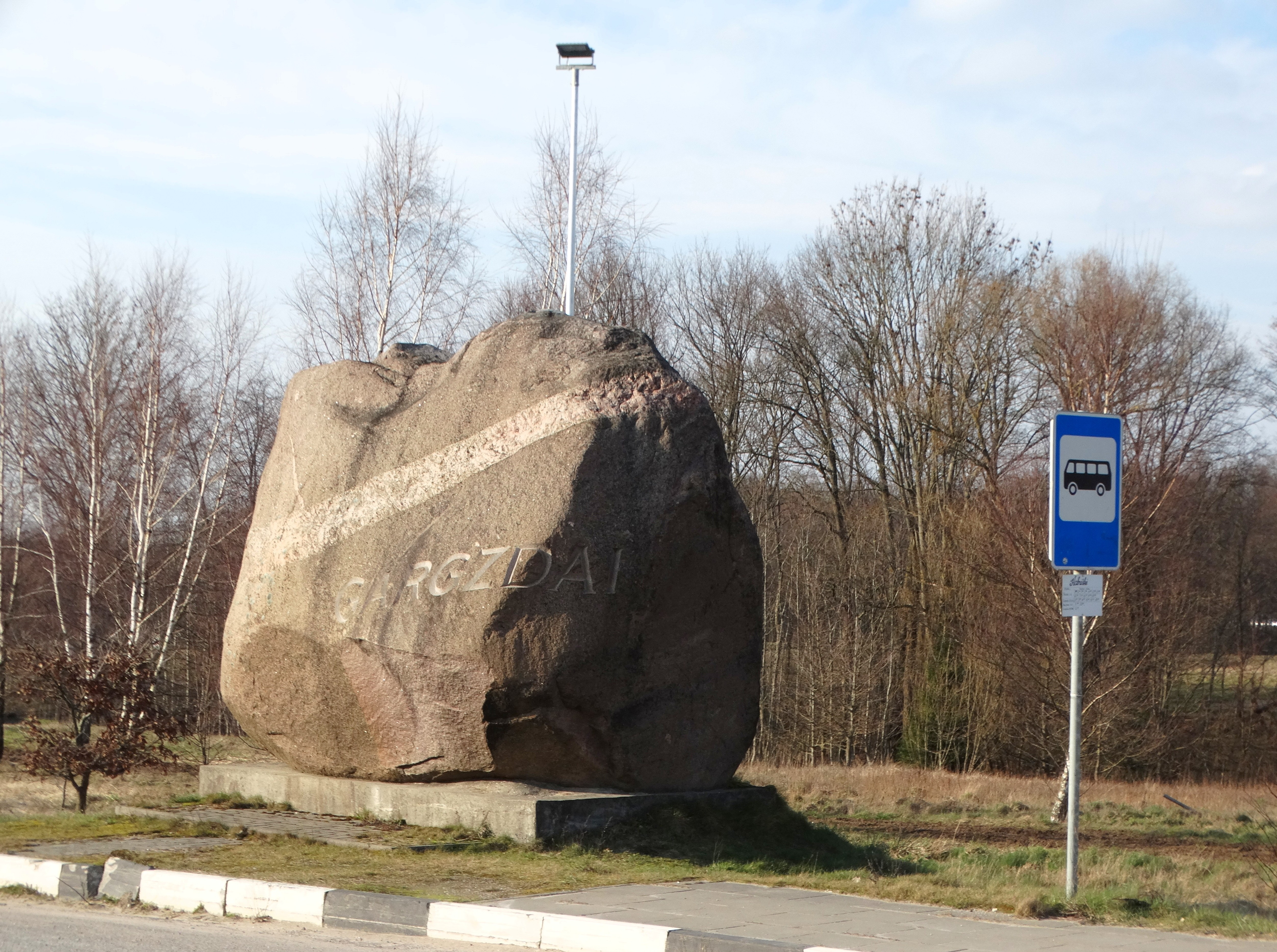

Назва міста, ймовірно, походить від загальновживаного слова гаргждас ("пісок, гравій"). В 1253 у розділовому акті згадується як Garisda. Можливо, що назва місцевості є гідронімом, що бере початок від «Gargždupis» — струмка, що протікає поруч із Гаргждаєм, а назва струмка походить від дрібної гальки знайдено на його берегах — гаргждо. Також немає сумніву, що походження назви міста походить від куршського діалекту, оскільки подібні назви поширені на територіях, населених куршами.

## Географія
Місто розташоване в Жемайтії, на західному березі Мінії. Північна межа міста проходить по шосе A1, місто знаходиться за 17 км на схід від Клайпеди. 
Через місто проходять такі дороги: KK227; KK228; KK216. На південному заході міста знаходиться Гаргждайський кар'єр та інші невеликі водойми, колективні сади. З Клайпеди до каменоломень підвели залізничну гілку.

## Клімат
| Кліматограма Ґарґждая | Кліматограма Ґарґждая | Кліматограма Ґарґждая | Кліматограма Ґарґждая | Кліматограма Ґарґждая | Кліматограма Ґарґждая | Кліматограма Ґарґждая | Кліматограма Ґарґждая | Кліматограма Ґарґждая | Кліматограма Ґарґждая | Кліматограма Ґарґждая | Кліматограма Ґарґждая |
| --- | --------------------- | --------------------- | --------------------- | --------------------- | --------------------- | --------------------- | --------------------- | --------------------- | --------------------- | --------------------- | --------------------- |
| С | Л                     | Б                     | К                     | Т                     | Ч                     | Л                     | С                     | В                     | Ж                     | Л                     | Г                     |
| 64 0 −4 | 55 0 −4               | 51 4 −2               | 46 11 3               | 53 16 8               | 71 19 12              | 90 22 15              | 91 21 15              | 76 17 11              | 81 11 6               | 70 6 3                | 71 3 −1               |
| Середня макс. і мін. температури повітря (°C) Атмосферні опади (мм), за рік : 819 мм. Джерело: «Climate-Data.org» (англ.) |                       |                       |                       |                       |                       |                       |                       |                       |                       |                       |                       |

## Історія

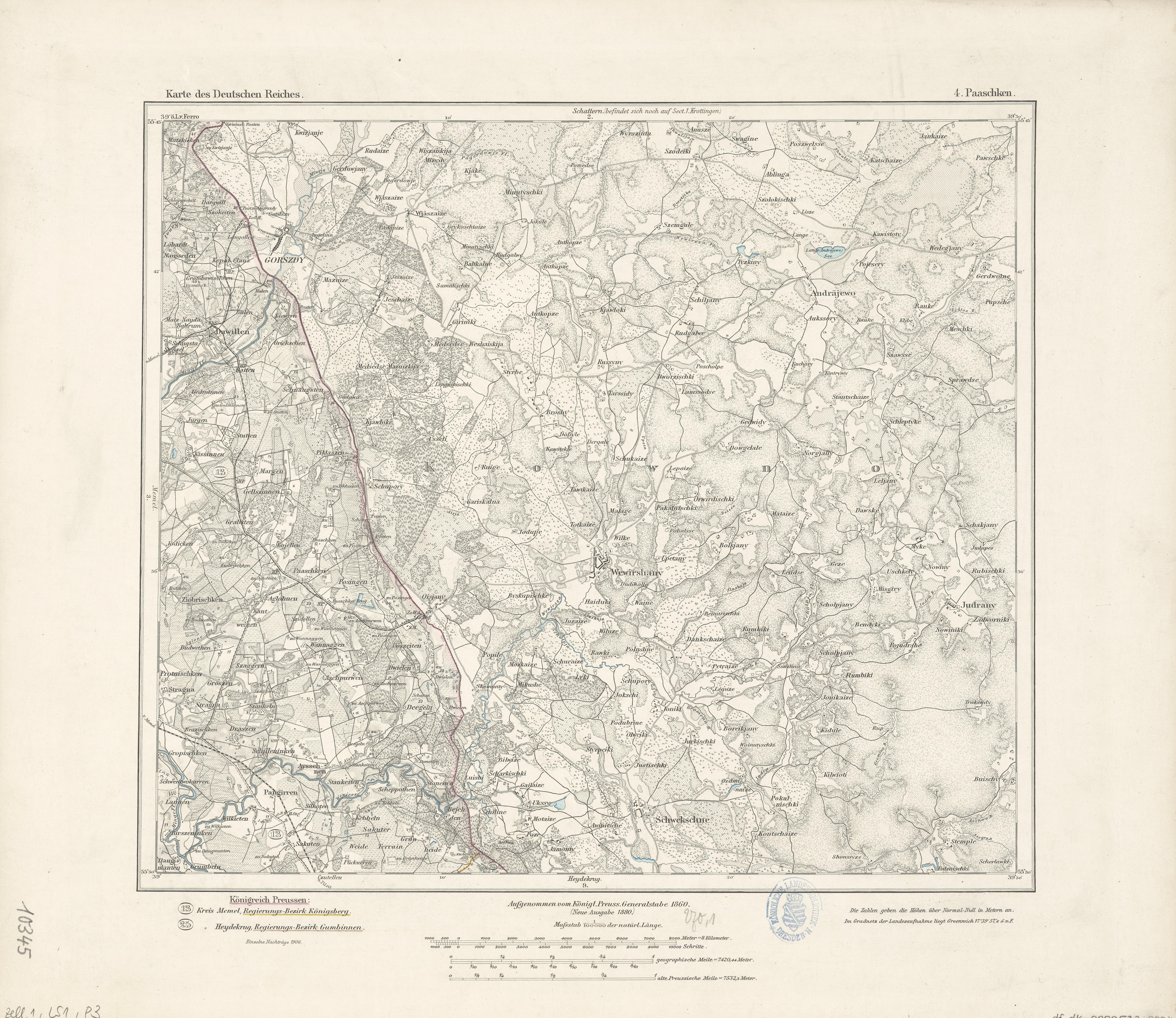
Гаргждай та околиці, 1880 р. Карта німецького рейху

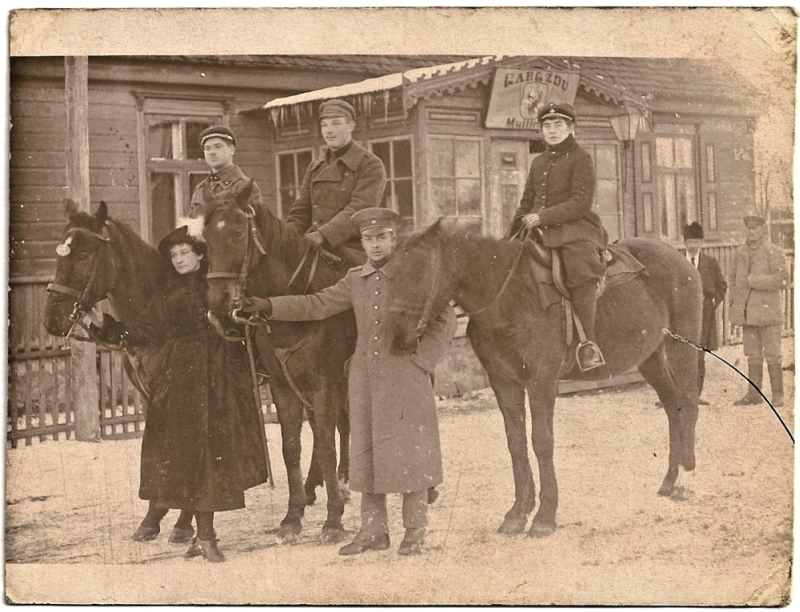
Гаргждайська митниця, 1921 р.

В околицях Гаргждая поселення були знайдені ще з мідної доби. У письмових джерелах Гаргждай вперше згадується 1253 р. в акті Куршського єпископства (Гарісда). Тут було куршське поселення та курган. У XV ст. поселення перемістилося на західний берег р. Мінія. Структура міста була лінійною.
Гаргждайський маєток згадується з XVI ст., належав Жемайтському старості Кесгайлу. Поселення до 18 ст. належало до маєтку. У 1534-1540 побудована перша дерев'яна католицька Гаргждайська церква (заснована польською королевою Боною. 1597 Гаргждай вперше названа містом.
8 січня 1600 король Сигізмунд III Ваза надав Гаргждаю привілей на торгівлю та ринки. Гаргждай став найважливішим пунктом торгівлі з Клайпедою. 
17-18 століття були важкими для Гаргждая через війни та чуму. 1786 майже все місто згоріло. 1792 Гаргждай отримав міські права та герб. 
У 19 столітті Гаргждай був процвітаючим прикордонним містом, розвивалися торгівля і ремесла. Це був культурний і релігійний центр. Під час Першої світової війни майже весь центр міста згорів.
У 1918 після проголошення незалежності Литви почався новий етап життя Гаргждая – місто стало центром Кретинзького повіту. Назви вулиць міста: Мінійос, Клайпеда, Президента А. Сметони, а назва ринкової площі - площа Ринок. Створювалися різні організації. Крім різноманітних магазинів, чайних і пекарень, тут  у першій половині XX століття діяли споживче товариство «Мінія», кооператив «Талка», Liaudies bankas. 1935 збудовано бійню. У Гаргждаї та його околицях діяли два водяні млини. Кораблі транспортували продукцію до Клайпедського порту по річці Мінія та каналу Вільгельма. З 1931 до 1939 через центр міста прокладено Жемайтійське шосе, на під'їзді до міста через річку Мінія збудовано бетонний гаргждайський міст. 15 серпня 1939 і 1941 місто знову охопили пожежі. Серед інших згоріла церква (уціліла Гаргждайська церковна каплиця, що стояла поруч).
24 червня 1941 у Гаргждаї оперативна група Тільзіт (Einsatzkommando Tilsit) розстріляла близько 200 чол. Цей злочин також розглядався в Ульмському процесі проти десяти членів оперативної групи. 
За радянських часів Гаргждай продовжувала розвиватися. 1952 став центром Клайпедського повіту, хоча не мав статусу міста. З 15 травня 1958  Гаргждай — селище міського типу, 25 серпня 1965 став містом. За совєцьких часів побудовано комбінат будівельних матеріалів, металообробне підприємство «Паюріс». 
1997 підтверджено діючий герб Гаргждая. 2003 на честь святкування 750-річчя міста було реконструйовано представницьку міську площу біля муніципалітету, на східному в’їзді до міста встановлено ексклюзивний пам’ятник – «Gargždų akmuo» з написом. 2017 відреставрована інженерна пам’ятка, Гаргждайський пішохідний перехід на вулиці Мостовій, збудованій між війнами, що з’єднує церкву з міською лікарнею.

## Зовнішні зв'язки
Ґарґждай має місто-побратим:
- Ілава, Польща

## Спорт

### Баскетбол
- БК «Gargždai-SC»

### Футбол
- ФК «Banga Gargždai» - футбольний клуб, що виступає в лізі «А».
- МФК Banga - команда, що грає в жіночій А-лізі..
- Gargždų СК „Gargždų Pramogos–Ąžuolas“ відомий як СК «Taškas Gargždai» до сезону 2016.
- ФК «Bangelė Gargždai» - раніше називався ФК «Banga Gargždai»
- ФК «Garsta Gargždai» -колишній футбольний клуб.
- «GMT-83 Gargždai» - колишній футбольний клуб.

## Населення
| Динаміка населення з 1833 по 2018 |          |        |        |          |          |          |
| 1833                              | 1862     | 1868   | 1890   | 1897пер. | 1923пер. | 1939     |
| 1050                              | 1222     | 1547   | 2804   | 3360     | 4700     | 5800     |
| 1959пер.                          | 1970пер. | 1974   | 1976   | 1979пер. | 1989пер. | 2001пер. |
| 1527                              | 7520     | 8100   | 8900   | 10 000   | 12 511   | 15 020   |
| 2006                              | 2007     | 2008   | 2009   | 2010     | 2011пер. | 2012     |
| 14 942                            | 15 041   | 15 062 | 15 194 | 15 225   | 15 020   | 14 980   |
| 2013                              | 2017     | 2018   | -      | -        | -        | -        |
| 14 945                            | 14 404   | 13 884 | -      | -        | -        | -        |
| Гістограма динаміки населення     |          |        |        |          |          |          |

## Відомі люди
- Армінас Нарбековас (1965–)  — литовський футболіст, уродженець міста, олімпійський чемпіон з футболу.
- Отас Ігельстрем (1737–1817), генерал армії Російської імперії.
- Йонас Ланкутіс (1925–1995), літературознавець.
- Едуардас Вілкас (1935–2008), економіст і політик.
- Альдона Трейя (1937–2020), педагог, громадський діяч.
- Ірена Віліуте (1944–2020), народна художниця, художниця-самоучка.
- Альвідас Йокубайтіс (1959–), філософ.
- Андріус Нарбековас (1959–), лікар-хірург, священик, доктор гуманітарних наук, професор.
- Робертас Петраускас (1976–), спортивний коментатор, телеведучий, письменник.
- Маріус Прекявічюс (1984–), чемпіон світу з баскетболу серед молоді.
- Моніка Лінкіте (1992–), співачка.
- футболісти, колишні та нинішні члени збірної Литви: Андрюс Йокшас, Ромас Мажейкіс, Марюс Казлаускас, Томас Тамошаускас, Річардас Зданчюс, Дарюс Жутаутас, Гедрюс Жутаутас, Раймондас Жутаутас, Вайдотас Жутаутас.

## Світлини

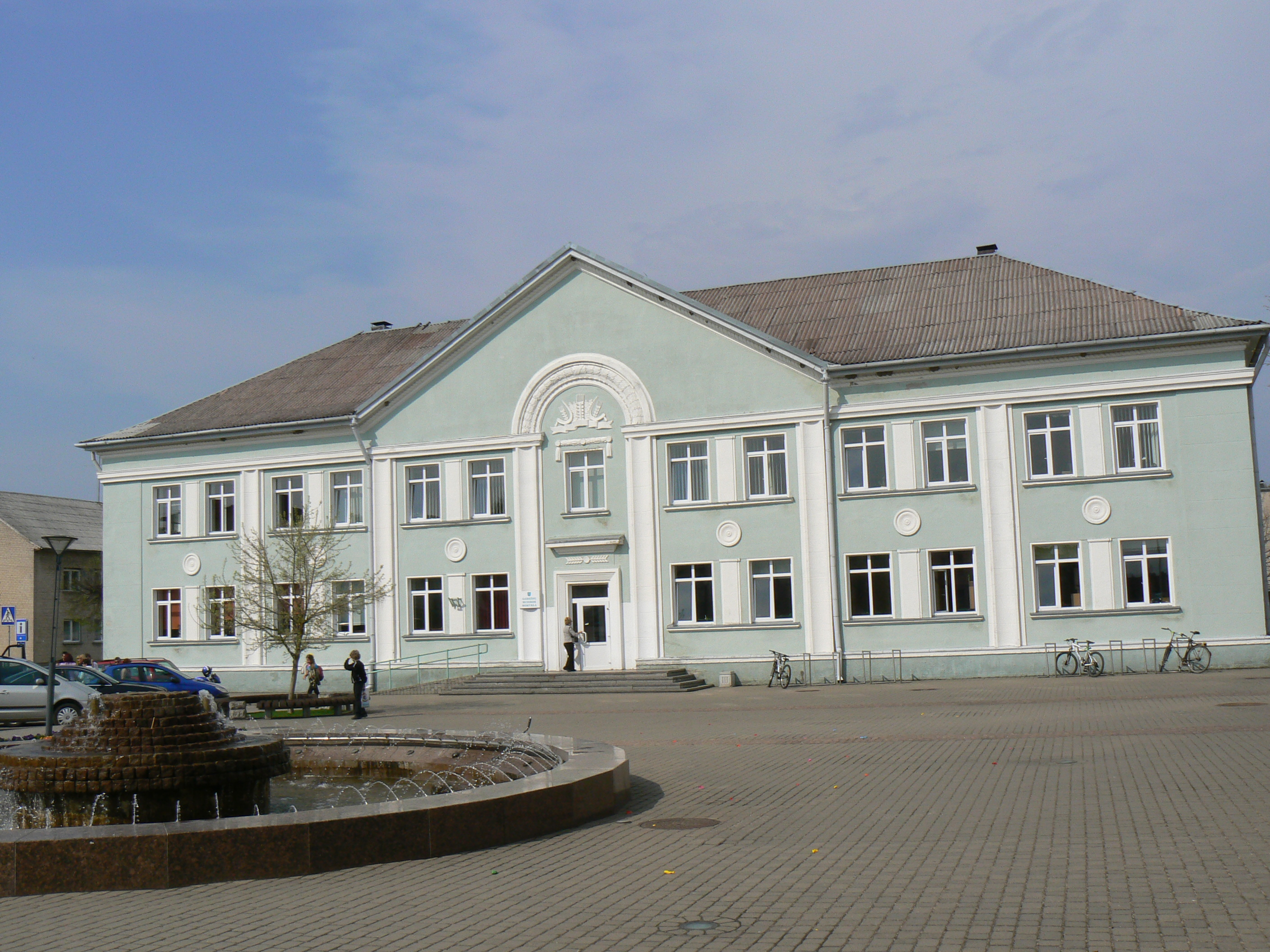
Музична школа
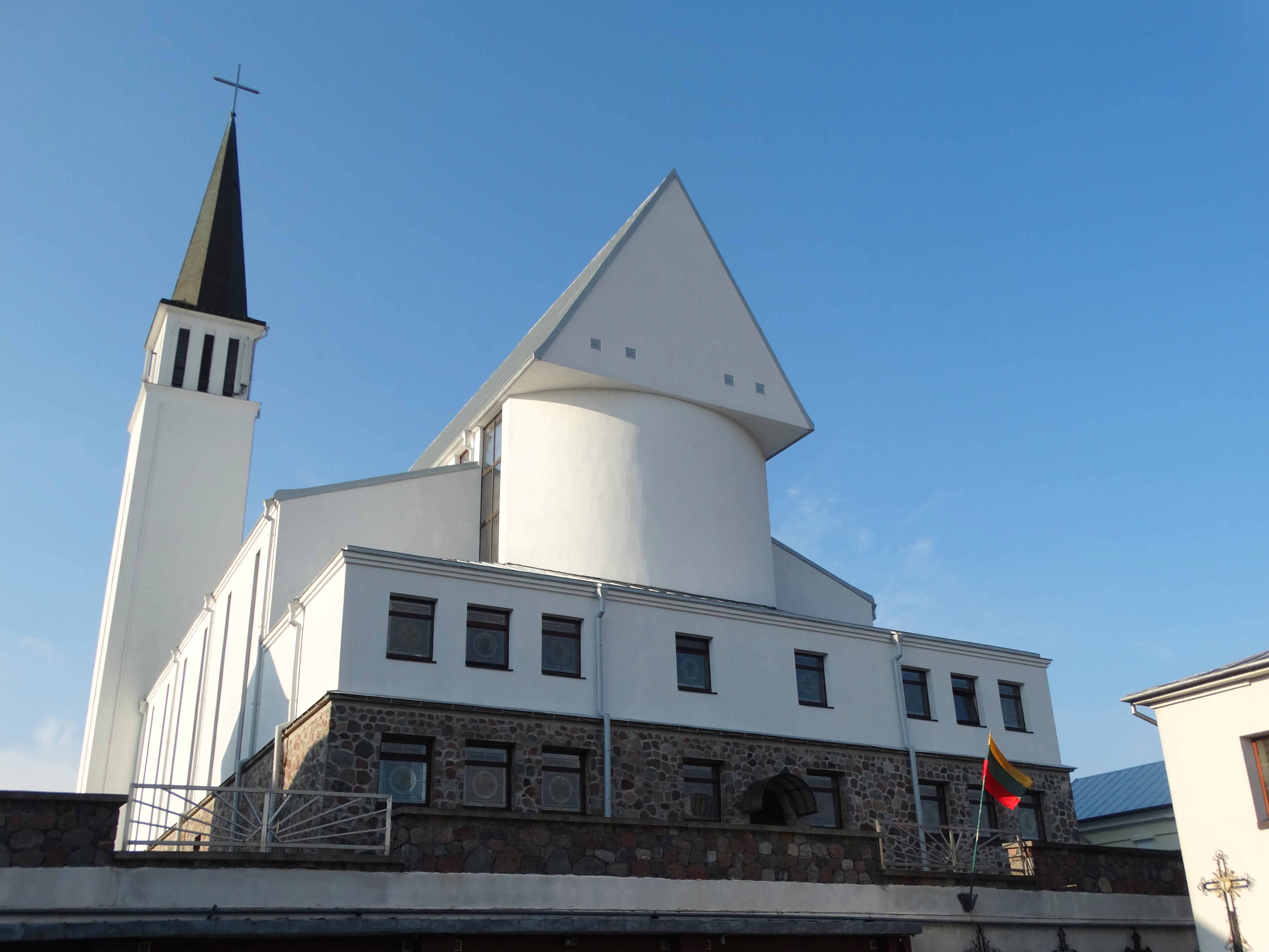
Церква
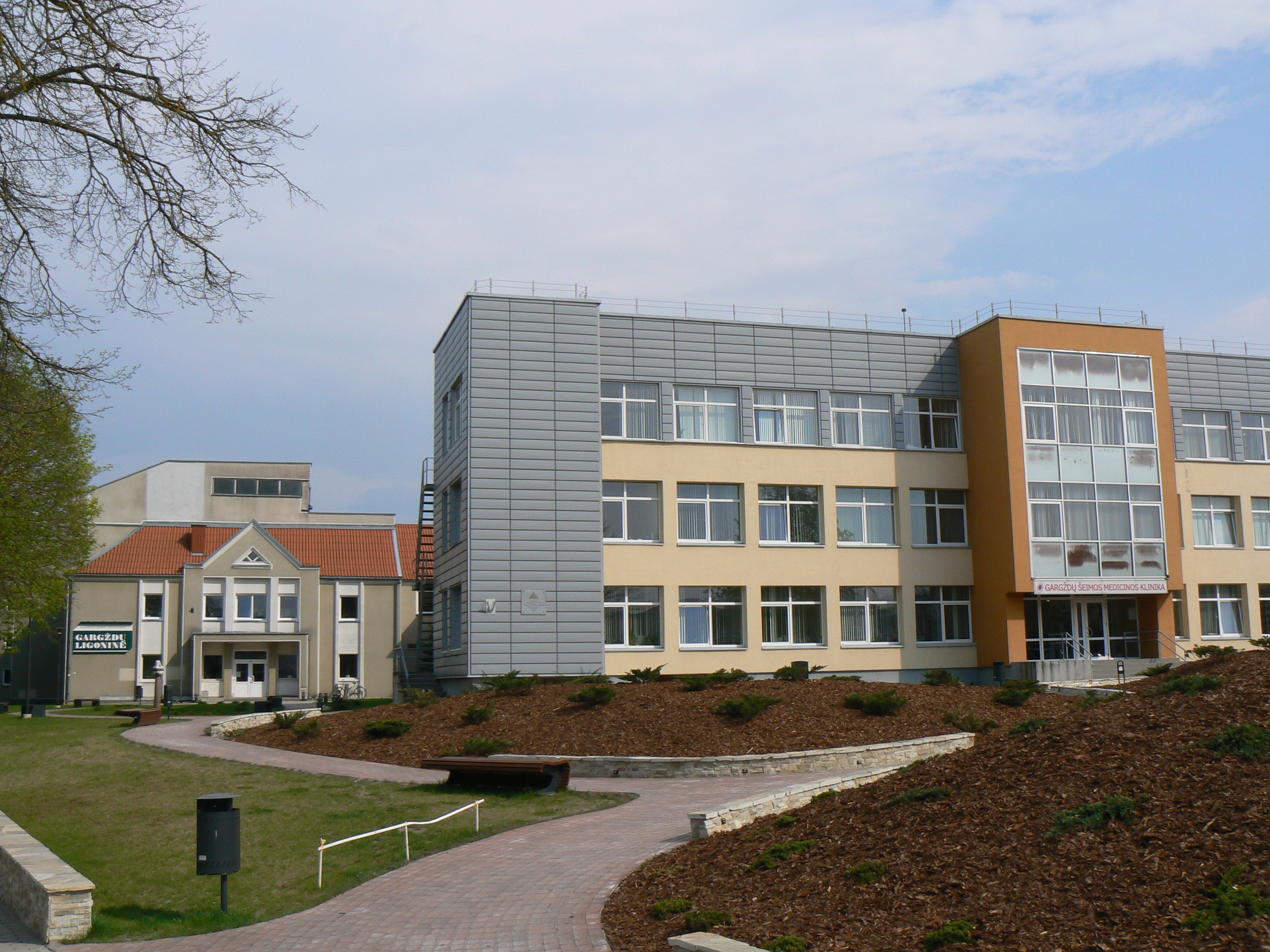
Поліклініка
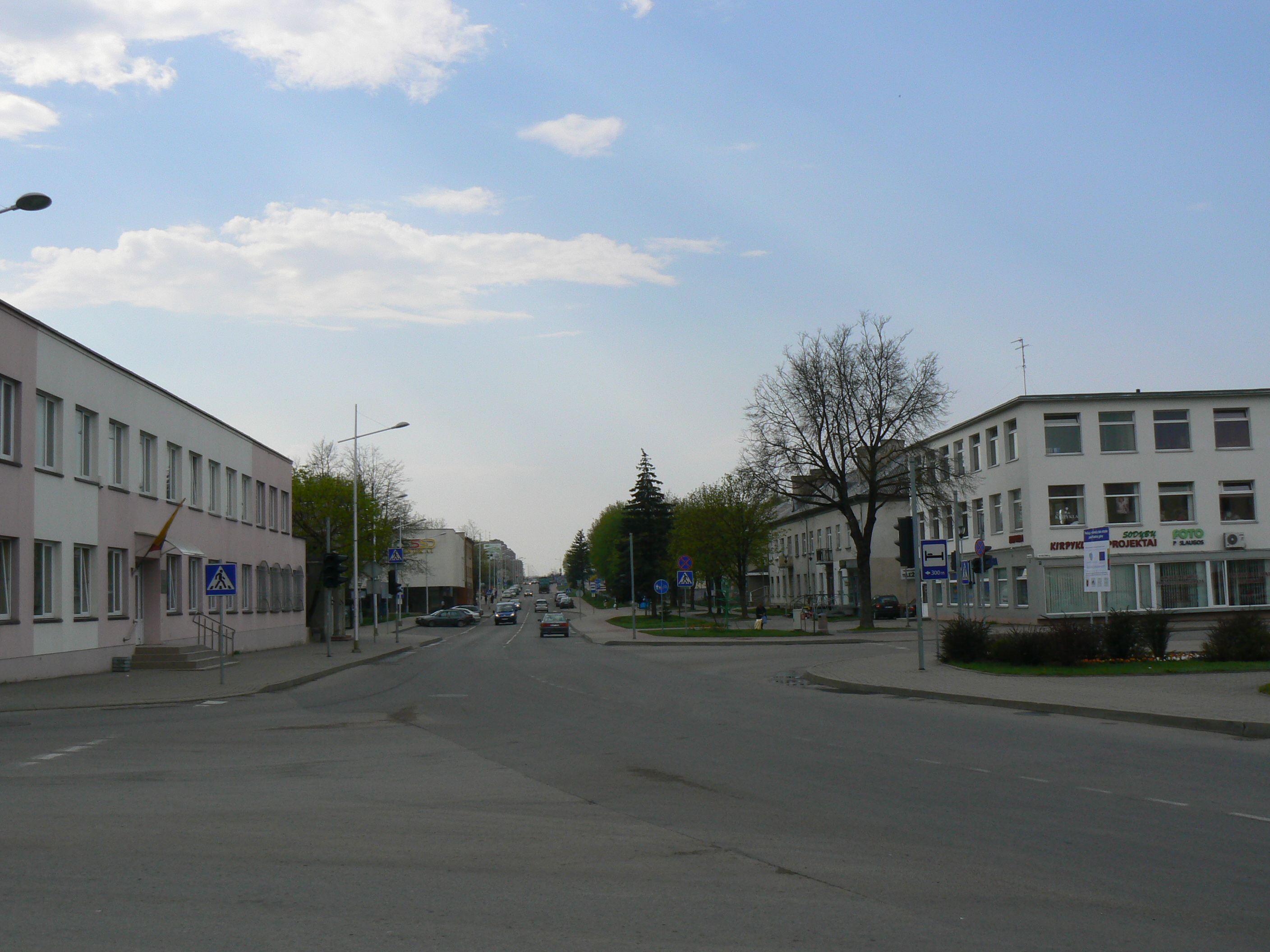
Вулиця
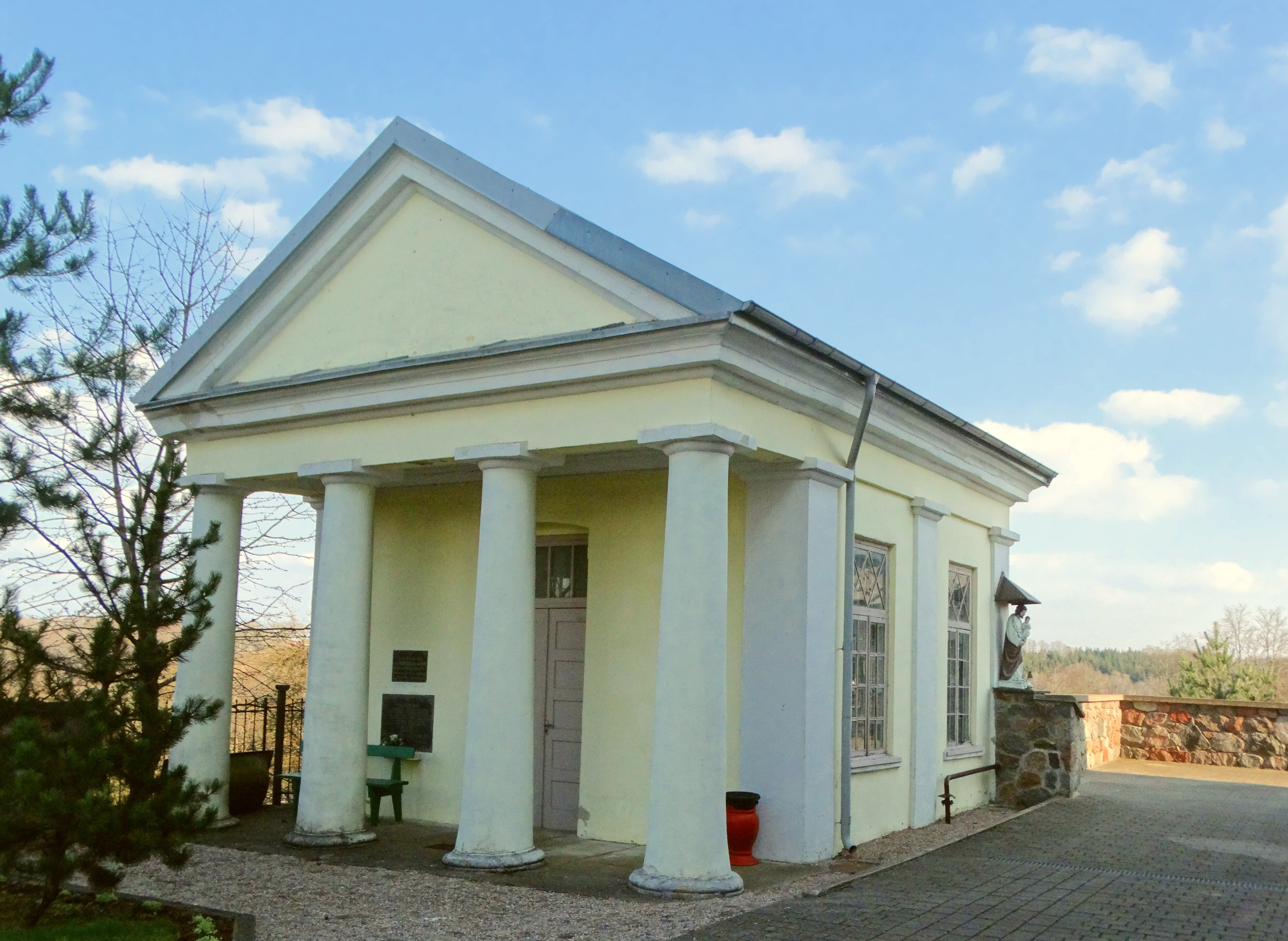
Каплиця